# 袁質
袁质（?—?），字道和，东晋陈郡阳夏县（治今河南省太康县）人。
袁质曾祖父袁准字孝尼，以儒学知名，注《丧服经》。官至给事中。祖父袁冲，字景玄，官至光祿勳。父亲袁耽。袁质以孝行出名。历任琅邪国内史、东阳郡太守。袁质子袁湛、袁豹。袁湛，字士深，官至中书令、仆射、左光禄大夫、晋宁男；袁豹，字士蔚，官至太尉长史、丹阳尹。